# Ужасът в Амитивил (филм, 2005)
„Ужасът в Амитивил“ (на английски: The Amityville Horror) е американски свръхестествен филм на ужасите от 2005 г. Римейк е на класическия филм от 1979 г., който е базиран на бестселърът Ужасът в Амитивил.

## Сюжет
Внимание:  Текстът по-долу разкрива сюжета на произведението (или части от него)!
Джордж и Кати Лъц се нанасят в нова къща заедно с трите си деца. Купуват я изгодно, но никой не има казва, че е била сцена на масово убийство. Година по-рано, най-възрастният син на семейство Дефео е застрелял всички, докато спят. Той твърди, че гласовете са го принудили да го направи. Скоро след нанасянето на Лъц, Джордж започва да чува гласове и се превръща в заплаха за останалите.

## Актьорски състав
- Райън Рейнолдс – Джордж Лъц
- Мелиса Джордж – Кати Лъц
- Джеси Джеймс – Били Лъц
- Джими Бенет – Майкъл Лъц
- Клоуи Грейс Морец – Челси Лъц
- Рейчъл Никълс – Лиса
- Филип Бейкър Хол – отец Колауей

## Продукция
Въпреки че действието във филма се развива в Лонг Айлънд, той е заснет в Антиок, Бъфало Груув и Фокс Лейк в Илинойс, както и в Салем и Силвър Лейк в Уисконсин.
MGM твърди, че римейка е на базата на нова информация, разкрита по време на разследването на оригиналните събития, но по-късно Джордж Лъц твърди, че никой не е говорил с него или семейството му за проекта. Когато първоначално разбира, че се снима нов филм, адвоката му се свързва със студиото, за да разбере повече в етапите на планиране и да изрази убеждението на Лъц, че те нямат право да го правят без да го включат във филма. Три писма са изпратени, но нито едно не е признато. През юни 2004 г., студиото внася иск за признание във федералния съд, настоявайки, че имат право да направят римейк, но Лъц контраатакува, позовавайки се на нарушения на първоначалния договор, който е продължил през годините след излизането на първия филм. Случая остава нерешен, когато Лъц умира през май 2006 г.